# Malawicze Górne
Malawicze Górne – wieś w Polsce położona w województwie podlaskim, w powiecie sokólskim, w gminie Sokółka.
Wierni kościoła rzymskokatolickiego należą do parafii św. Antoniego Padewskiego w Sokółce.

## Historia
W 1679 r. w Malawiczach Górnych osiedli Tatarzy, którzy za swoje zasługi wojenne i wierność Rzeczypospolitej otrzymali tu od Jana III Sobieskiego ziemie na własność. Tatarzy wznieśli w Malawiczach drewniany meczet, który jednak nie zachował się do dziś. Jego istnienie potwierdza wizytacja parafii Sokółka z 1717 r. Obok Kruszynian i Bohonik była to wówczas największa wieś tatarska w okolicy. 

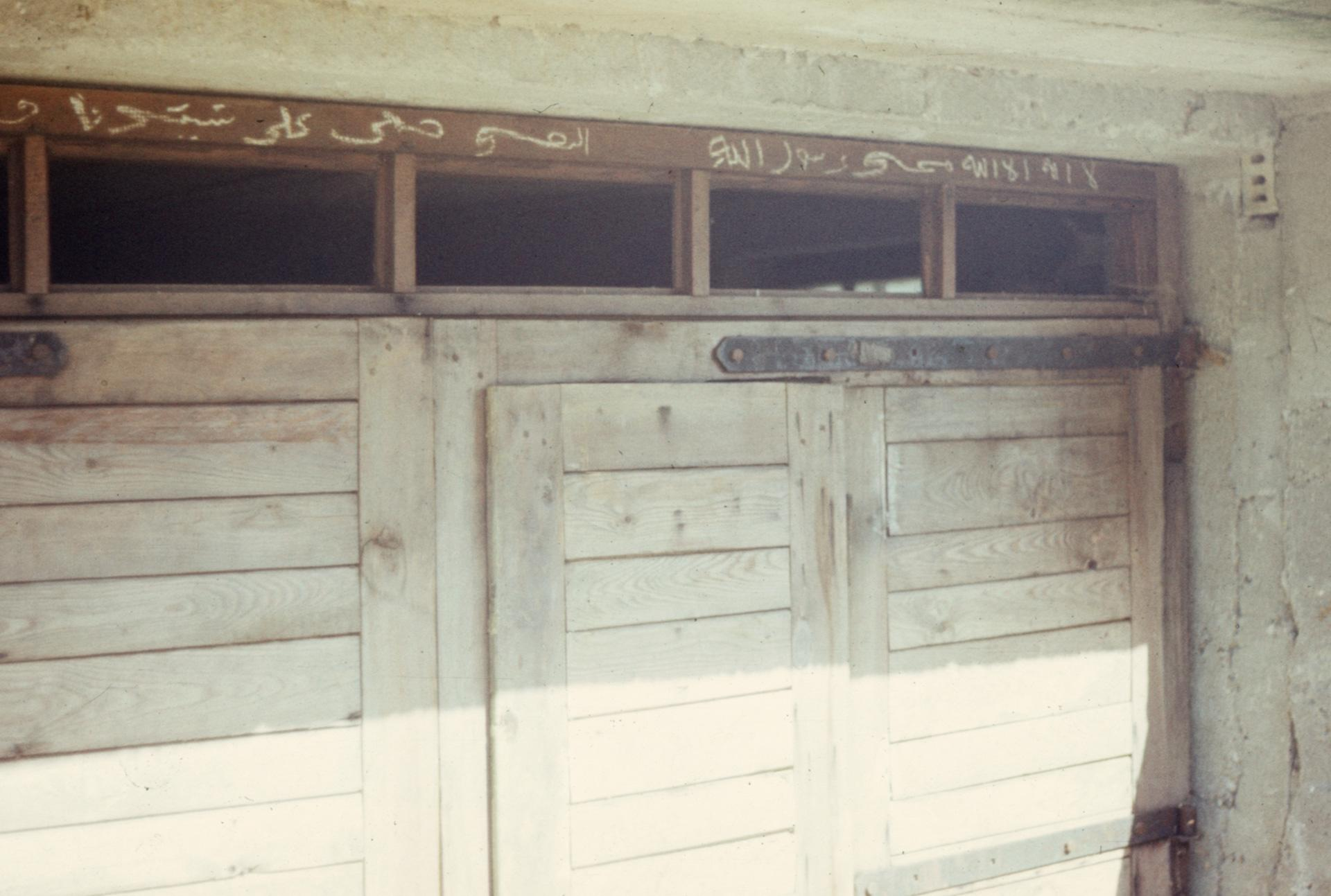
Zdjęcie z 1975 r. ukazujące zachowany napis w języku arabskim nad wejściem do jednego z zabudowań gospodarczych, należącego wcześniej do rodziny tatarskiej

W ramach represji po Powstaniu Listopadowym władze carskie skonfiskowały majątki Tatarów z Malawicz i wysiedliły ich. W efekcie w 1848 r. w Malawiczach mieszkało już jedynie 19 Tatarów. Po powstaniu styczniowym skonfiskowano i przeznaczono na kolonizację przez rosyjskich chłopów zaścianek w Malawiczach Górnych.
W 1915 r. w związku z wybuchem I wojny światowej i niepowodzeniami Armii Imperium Rosyjskiego na froncie wschodnim wszyscy Tatarzy z Malawicz ewakuowali się w ramach bieżeństwa w głąb Rosji, gdzie przebywali na wygnaniu parę lat. Do rodzinnej miejscowości powrócili po wybuchu rewolucji październikowej.
Według spisu z 1921 r. w Malawiczach mieszkało jeszcze 12 osób wyznania mahometańskiego. Ich  życie religijne skupione było wówczas wokół meczetu w oddalonych o ok. 3 km Bohonikach.
W latach 1975–1998 miejscowość administracyjnie należała do województwa białostockiego.
W przeszłości mieszkańcy wsi, zarówno wyznania mahometańskiego jak i rzymskokatolickiego, powszechnie używali w codziennych kontaktach  gwary języka białoruskiego, zwanej przez nich językiem prostym, będącym samodzielnym historycznym językiem Wielkiego Księstwa Litewskiego, którego zasięg w dużym stopniu pokrywał się z granicami WKL. Na tle gwar używanych w sąsiednich wsiach (np. w sąsiednich włościańskich Malawiczach Dolnych) język ten wyróżniał się, będącym dziedzictwem kultury szlacheckiej na byłych Kresach – silniejszymi wpływami języka polskiego, co związane było ze szlacheckim rodowodem części mieszkańców Malawicz Górnych. Współcześnie jednak gwarę tę uznać należy za wymarłą bądź pozostającą na granicy wymarcia, gdyż umiejętność posługiwania się nią ograniczona jest do niewielkiej, najwyżej kilkunastoosobowej grupy osób w podeszłym wieku i nie jest ona przekazywana młodszym pokoleniom.

## Urodzeni w Malawiczach Górnych
- Stefan Mustafa Jasiński (1911-2015) – imam Muzułmańskiej Gminy Wyznaniowej w Białymstoku oraz doradca Muzułmańskiego Związku Religijnego w RP w sprawach szariatu.

## Zabytki
Nieopodal wsi zachowały się ruiny spalonego wiatraku typu koźlak.
W Malawiczach Górnych, u źródeł Łosośny, znajduje się głaz tatarski, fundacji  Arsłana Muchy, z napisem: „W Imię Boga najmościwszego i najmiłosierniejszego w hołdzie przodkom a ku pamięci potomnym aby malawicką ziemię szacunkiem i miłością darzyli bowiem dla tatarskiego rodu Muchów matecznikiem przez wieki ona była”,  zwieńczony islamskim półksiężycem. Na obelisku wygrawerowano basmalę w języku arabskim oraz inskrypcje w języku polskim, upamiętniające tatarskich mieszkańców miejscowości.